# Gouvernorat de Hajjah
Hajjah (en arabe : حجة Ḥaǧǧa) est un gouvernorat du Yémen, sur la Mer Rouge, avec pour capitale Hajjah. En 2011, sa population atteint 1 782 000 habitants.

## Différends avec l'Arabie saoudite
Des réclamations ont été faites par l'Arabie saoudite : cette région, ainsi que Sa'dah et al-Hodeïda appartiendraient légalement à l'Arabie saoudite, en raison d'irrégularités dans le traité de Taëf, et le fait que ces territoires faisaient autrefois partie de l'Asir, autrefois conquis par les Saoudiens au début des années 1920.

## Districts
- Aflah Al Yaman District
- Aflah Ash Shawm District
- Al Jamimah District (en)
- Al Maghrabah District
- Al Mahabishah District
- Al Miftah District
- Ash Shaghadirah District
- Ash Shahil District
- Aslem District
- Bakil Al Mir District
- Bani Al Awam District
- Bani Qa'is District
- Hajjah District
- Hajjah City District
- Harad District
- Hayran District
- Khayran Al Muharraq District
- Ku'aydinah District
- Kuhlan Affar District
- Kuhlan Ash Sharaf District
- Kushar District
- Mabyan District
- Midi District
- Mustaba District
- Najrah District
- Qafl Shamer District
- Qarah District
- Sharas District
- Wadhrah District
- Washhah District